# Alena Ježková

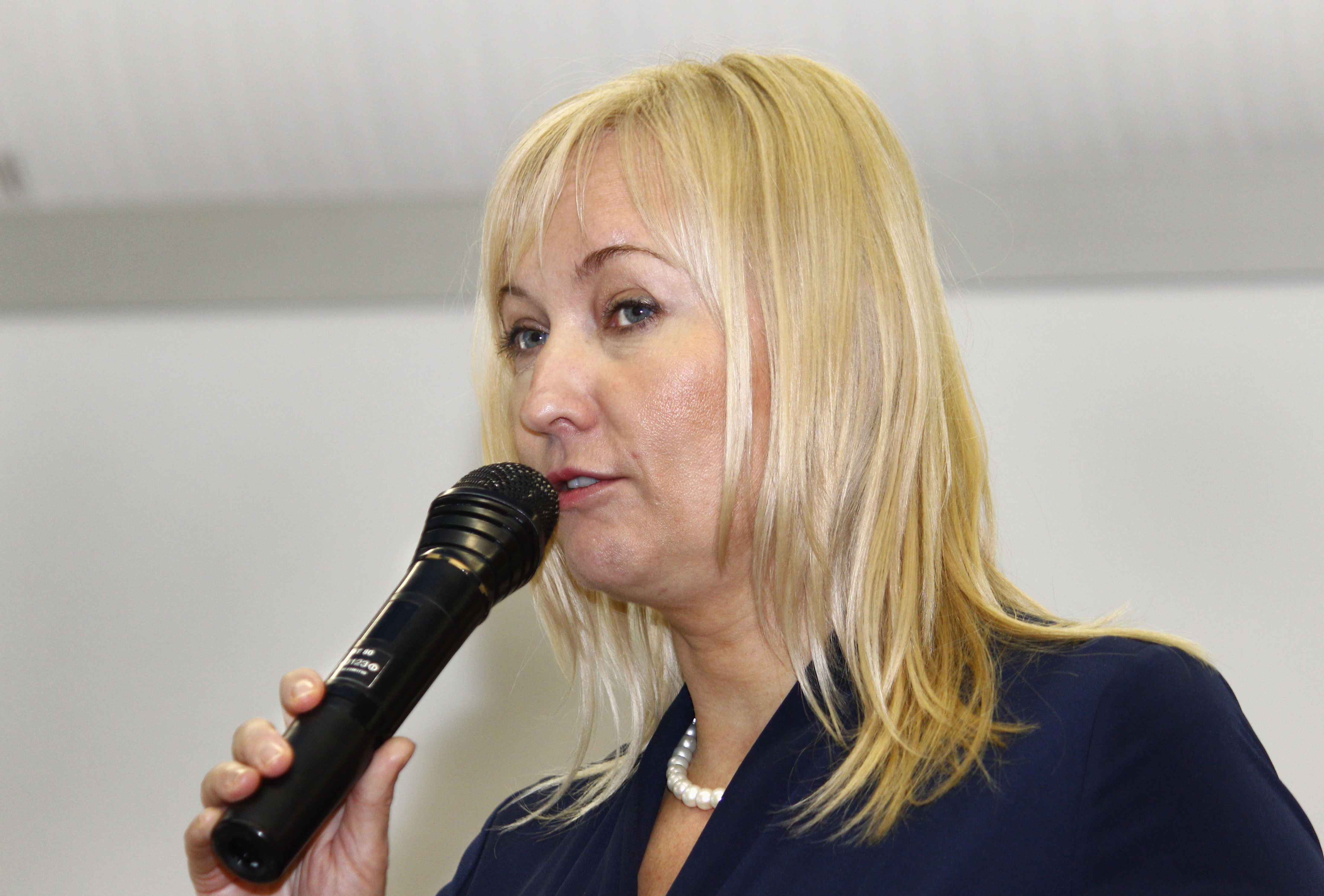
Alena Ježková na Ostravském knižním veletrhu v roce 2013

Alena Ježková (* 6. října 1966 Praha) je česká novinářka, spisovatelka, nakladatelka a odbornice na public relations. V komunálních volbách 2014 byla jako nezávislá za KDU-ČSL zvolena na prvním místě kandidátky „My, co tady žijeme“ do zastupitelstva Prahy 1.

## Vzdělání a kariéra
Vystudovala obor čeština pedagogika na Filozofické fakultě Univerzity Karlovy a doktorské studium obor grafický design a vizuální komunikace na Vysoké škole uměleckoprůmyslové.
Pracovala jako nezávislá novinářka a publicistka pro Práci, Lidové noviny a Respekt a jako reportérka, editorka a zástupce šéfredaktora v časopise Reflex. V letech 2000–2002 působila jako ředitelka odboru public relations Magistrátu hlavního města Prahy, v této pozici iniciovala mezinárodní soutěž na dodnes užívané logo hl. m. Prahy. Posléze působila na řídících pozicích v PR a komunikačních agenturách REGTIME a AMI Corporate Design, od roku 2005 jako nezávislý konzultant v oblasti komunikace, PR, grafického designu, publikací a periodik.
Od podzimu 2017 do roku 2024 působila jako poradkyně kandidáta na prezidenta Pavla Fischera, který skončil třetí po prvním kole volby.
Od roku 2023 spolupracuje s Prague City Tourism na tvorbě textů a veřejných prezentací.
Jako kurátorka vytvořila historickou stálou expozici Králův dvůr v Prašné bráně v Praze a expozici Pražské zvony ve věži chrámu sv. Mikuláše na Malé Straně.
Je autorkou dvoudílné publikace Tichá srdce, která přibližuje historii českých a moravských klášterů i život členů různých řeholních řádů. Napsala také osobní cestopis Poutnice – Tři cesty do Santiaga. Kniha byla vydána po crowdsourcingovém projektu.
V prezidentských volbách 2018 působila jako mluvčí a poradkyně kandidáta Pavla Fischera. V prezidentské kampani 2023 zastávala pozici manažerky kampaně Pavla Fischera.

## Ocenění
- 2003 – Zlatá stuha za knihu Praha, babka měst
- 2003 – SUK - Cena učitelů za přínos k rozvoji dětského čtenářství za knihu Praha, babka měst
- 2002 – Čestné uznání nakladatelství Albatros za knihu Praha, babka měst
- 2006 – SUK - Cena učitelů za knihu Staré pověsti české a moravské
- 2006 – SUK - Cena knihovníků za knihu Staré pověsti české a moravské
- 2006 – SUK - 1. místo Cena učitelů za knihu Příběhy českých knížat a králů
- 2006 – Nominace na cenu Zlatá stuha za knihu Staré pověsti české a moravské
- 2006 – Nakladatelská cena Albatros za knihu Staré pověsti české a moravské
- 2007 – prestižní mezinárodní ocenění White Raven (Bílá vrána) za Staré pověsti české a moravské
- 2007 – Nakladatelská cena Albatros za knihu "Příběhy českých knížat a králů"
- 2008 – SUK - 1. místo v anketě dětí za nejčtenější knihu 55 českých legend
- 2008 – SUK - 1. cena učitelů za knihu Příběhy českých knížat a králů
- 2008 – Nominace na cenu Zlatá stuha 2007 za Příběhy českých knížat a králů
- 2009 – Nominace na Magnesia Litera za knihu Prahou kráčí lev
- 2009 – Nejkrásnější kniha 2008 za Prahou kráčí lev
- 2009 – SUK - 3. cena učitelů za přínos k rozvoji dětského čtenářství za knihu Prahou kráčí lev
- 2009 – SUK - 2. místo v anketě dětí – nejčtenější kniha za rok 2008, Prahou kráčí lev
- 2010 – Čestná listina IBBY 2010 za Příběhy českých knížat a králů
- 2010 – SUK – 2. cena knihovníků za Řecké báje
- 2012 – Nominace na cenu Zlatá stuha 2011 za knihu Dračí polévka
- 2012 – Nakladatelská cena Albatros 2011 za knihu Dračí polévka
- 2012 – mezinárodní ocenění White Raven za knihu Dračí polévka
- 2013 – nominace na Zlatou stuhu za České nebe
- 2022 – nominace na cenu Česká kniha za knihu Ruce houslisty
- 2022 – nominace na cenu Zlatá stuha za knihu Ruce houslisty
- 2022 – mezinárodní ocenění Šumava Litera Za významný přínos pro česko-německo-rakouskou spolupráci za knihu Ruce houslisty